# 寺田ここの
寺田 ここの（てらだ ここの、2000年3月14日 - ）は、日本の元AV女優。当初はアローズ所属。2022年10月1日、夏向ここの（かなた ここの、2000年3月14日 - ）に改名し、オールプロに移籍。

## 略歴
2021年8月、ケイ・エム・プロデュースのレーベル「million mint」の専属女優としてAVデビュー。
専属出演は1作品のみで、以降は企画単体女優として活動。
2022年10月1日、自身のツイッターで夏向ここの（かなた ここの）への改名と、オールプロへの移籍を報告。

## 人物
初体験は18歳の時で、相手は同級生の彼。経験人数は3人で、初体験するまでオナニーもしたことがなかった。
誰かにセックスを見られたくてAV出演を決意した。
一部作品では沖縄出身となっている。AVライターのくろがね阿礼は「しゃべらなければ少し派手めな大学生だが、しゃべり出すと欲望を隠さない正統派ギャル」と印象を記述している。
2023年、寺田は自身のTwitterにて引退する旨を表明、そのまま引退した。引退作は制作されていない。

## 作品

### アダルトDVD
- 派手そうに見えるけど実は人見知り… SEX偏差値MAXギャルがAv debut（8月13日、million mint）
- 満員バスで背後から制服越しにねっとり乳揉み痴漢され腰をクネらせ感じまくる巨乳女子○生 14（10月7日、ナチュラルハイ）
- もしも…終電逃した男女の友達が「混浴温泉で洗いっこ」体験したらどうなるの…!? 友人・仕事・先輩後輩関係の男女2人がほろ酔いで心も体も裸になり混浴温泉で互いの身体を洗い合い男女同時発情… 果たして一線を越えてSEXしてしまうのか!?（10月8日、赤面女子）
- 混浴ギャル温泉 ペニス&きゃん玉袋が大好きな淫乱巨乳ギャル（10月8日、ま○こ銀行）
- ビッチマ○コで荒稼ぎ! 夏休み遊び過ぎた金欠スケベギャルのナマ中OKビンビン裏バイト!（10月19日、エムズビデオグループ）
- ヤリマンギャルと朝まで!! ラブホハシゴ酒 錦糸町ホテル街でチ○ポとホテルをとっかえひっかえヤリまくりオールNight!!（10月19日、kira☆kira）
- チュルチュル素人 枕しまくり元歌舞伎町NO.1キャバ嬢と完全生円光（10月27日、FIRST STAR）
- 巨乳母娘WNTR 受験で上京してきたデカチン従兄弟に母と妹が種付け交尾されまくってしまった悪夢の三日間（11月2日、グローリークエスト）
- Gカップギャル肉便器堕ち 首絞めイキする変態美女の初イラマチオ（12月3日、h.m.p）
- 乳首舐めベロちゅう手コキ（12月7日、グローリークエスト）

- いもうとケータリングサービス 〜プリケツ！爆乳!剛毛!舞い降りた3人の天使たち〜（1月4日、桃太郎映像出版）
- 泥酔露出ドキュメント イキ潮噴射（1月4日、山と空）
- 元ヤン疑惑のOL寺田さんは「地元の先輩から聞いた!」と言えば誰でもヤラせてくれる実は優しい人情ギャル ぶっかけ!OLスーツ倶楽部 24（1月4日、下半身タイガーズ）
- SOD女子社員 あなたよりビンカンなM男社員を教えてください♡ 男女逆転高感度調査 女子社員が男子社員の感度をチェック! 暴発しまくりの12射精!（1月13日、SODクリエイト）※「寺嶋綾乃」名義
- 【完全主観】 方言女子 沖縄弁（1月14日、h.m.p）
- 剛毛桁違いのオマ●コと激イキ乱交! 限界突破の∞絶頂⇒潮吹き⇒超×4淫乱Fuck 120分全編挿れっぱなしのエンドレスSEX（1月18日、ABC）
- パパ活美少女はちくび責めと全身ペロペロ愛撫が大好物!!（1月20日、プラネットプラス）
- 部屋連れ込み隠し撮りSEX そのまま勝手にAV発売 4（1月21日、DOC）
- キャバクラ潜入盗撮 キャバ嬢を口説いて店内で至極の裏接待 美人キャバ嬢のおま○こに御法度ナマ挿入!!（1月21日、DOC）
- 話題の清楚系メンズエステの女子は全員チ○ポ大好きミニスカ巨乳!! 今にもパンツが見えそうな清楚系ミニスカエステ店に、スーパー勃起薬を飲んで行ったらまさかの神展開!?痛いほどカチカチに勃起したチ○ポを見せつけてみたら、初めは「駄目ですよ…」と言っていたが、紙パンツから飛び出すチ○ポに段々我慢できなくなり、遂にはヨダレを垂らしながらチ〇ポを咥えだした!更には「お店には内緒ですよ…」と自らチ〇ポを肉穴に挿し込み、いつの間にか思う存分オイルヌルヌル本番ファックを堪能してしまいました!メンズエステのソソるお姉さんたちはチ○ポ大好きでした!!（1月27日、SOSORU×GARCON）
- 完全撮り下ろし 乳もみナンパ! おっぱいパワーで日本を元気にしよう!! 恥じらう赤面素人娘100人の色・形・大きさの違う生おっぱいを揉んで!触って!鷲掴み! 街行く女の子たちに交渉→即揉み! vol.09 「今ここで!?さっき出会ったばかりなのに恥ずかしい…(照)」 5時間スペシャル!!（2月1日、DEEP'S）
- 初レズ解禁寺田ここのを拘束レズ調教 イキツボ鬼責め失禁アクメ 寺田ここの 八乃つばさ（2月22日、レズれ!）[6]
- すました感じで出勤する隣のソソるOLお姉さんと濃厚セックス ある日帰ってくると、普段無職の僕を完全に馬鹿にしているOLお姉さんが玄関前に酔ってハミ乳パンチラで倒れていた! 仕方なく部屋に運んであげると…どうやら上司のパワハラやセクハラのストレスで飲み過ぎたらし なので優しく介抱してあげたら…お姉さんがどんどんエロモードに!奇跡の巨乳キャリアガールとストレス発散の濃厚ベロキスラブセックス!!（2月23日、SOSORU×GARCON）
- 妻では味わえない絶品フェラで呼び出せばごっくんしてくれる都合の良い最高の精飲愛人（3月1日、LUNATICS）
- オイルマニア（3月5日、プラネットプラス）
- 東京Gal 小便撒き散らしデート(卍剛毛卍)（3月24日、Materiall）
- 下品で優しいWタダマンギャルの挟み撃ち脳がバグるほど舐め尽くされ潮も精子もドバドバ大洪水ハーレム逆3P 皇ゆず 寺田ここの（4月5日、ワンズファクトリー）[7]
- 人妻に媚薬を盛られて放尿しまくっちゃうナマイキ剛毛ギャルキメレズセックス 寺田ここの 加藤ツバキ（4月26日、レズれ!）
- ―SEXが溶け込んでいる日常― 「常に性交」おひとりグルメ　花宮レイ  百瀬あすか  広仲みなみ  寺田ここの（5月26日、SODクリエイト）
- 小便ぶっかけ痴女 ～あらゆる体液を摂取させられた男達～ 寺田ここの（6月14日、バルタン）
- セフレちゃん ここの 会えば絶対ヤラせてくれる女（6月14日、ティーチャー）
- チクビアン4 ビンビン乳首こねくりレズ性交（6月28日、レズれ!）※オムニバス作品
- 泥酔暴走ノンストップ4P 寺田ここの（7月5日、バビロン）
- ドスケベ潮吹きギャルが働く猥褻美容室 寺田ここの（7月16日、MAXING）
- 小便飲ませ剛毛痴女ギャル！強欲クンニで毛深いおま○こフレーバーを舐めさせ続け… 飲酒SEXで溺れるほど飲尿させまくる変態ガールズバー店員 寺田ここの（7月19日、DEEP'S）
- 剛毛ワイルド…エロ女神!! G乳潮吹き女子大生 ここの「ドM? 実はSなの!! いっぱいイジメちゃおうかな」お酒が入るとエロ痴女化するギャルにガン突き!! とことんまでイカセまくってやりました!! 寺田ここの（7月26日、MANIAC）
- 馬乗りフェラ顔射 2（7月26日、SEX Agent）
- ギャルズカフェ 寺田ここの（8月16日、ミル）
- ようこそ痴女子会へ 「発情期のウチらにガチれるチ●ポ歓迎」 ヤバすぎ露出、飲みすぎ淫酔、くじら潮吹き、密着Wフェラで悶絶昇天体験させてアゲル 寺田ここの 深月めい（11月1日、山と空）
- 酔っ払ってガードがユルユルの奥さんのスーツ姿にもう我慢出来ないっ!（11月1日、下半身タイガース）

### アダルトVR
- お気に入りのガールズBAR店員が宅飲み出張ツンデレサービス♡（12月8日、MAX-A）

- イキ顔 熱視線VR（1月12日、MAX-A）
- ダイレクト潮浴びVR 酔っ払いパリピギャルにナンパされて逆お持ち帰り! 床がビシャビシャになるほど潮とオシッコを浴びて犯される!（1月31日、SODクリエイト）
- 子供出来ちゃうかもしれない…♡楽しみ♡ 時間無制限!発射無制限! 全力ご奉仕おもらし Gカップ 美巨乳GALの膣奥深くに3発射精! ゴムNG!子作り孕ませOK! 超高級禁断中出しソープ（2月21日、こあらVR）
- 【ダイレクト潮浴びVR】酔っ払いパリピギャルにナンパされて逆お持ち帰り! 床がビシャビシャになるほど潮とオシッコを浴びて犯される! 寺田ここの（3月16日、SODクリエイト）
- 挑発的パンツ見せつけセンズリサポート（5月27日、CASANOVA）※オムニバス作品
- 覆いかぶさり相互オナニー（6月3日、CASANOVA）※オムニバス作品
- シンプルにヌケるが一番! 誘惑のボディーパーツを見抜けるVR。【奔放痴女編】（8月30日、MILU VR）※オムニバス作品
- 【脚フェチルーズソックス特化VR】15人完全撮りおろし（9月9日、こあらVR）※オムニバス作品

### アダルト配信
- お嬢様流出【家電メーカー、証券会社役員の娘】※数量限定※（9月6日、ワクチン）
- マジ軟派、初撮。 1690 『なに〜?ヤリたいの〜?笑』ノリのいい渋谷ギャルをナンパ!気が強そうに見えて実はドM!?尻を叩かれ感じ、ベッドがぐっしょりになるほどの大量おもらし!乱れっぷりがエロすぎる!!（9月16日、ナンパTV）※「こころ」名義
- 【えちえちG乳JD×拗らせエチョナ美乳JDが露天で夢の競演!!】ずぶ濡れWマ○コで露天風呂絶賛水位&水温上昇!!えちあち大乱交SP!!ストレート淫乱で感度びんびんG乳ギャルが汗も潮もマン汁もびしょで激イキ!!おかわりソロSEXもどどんとスペシャル!!どちゃしこ汗ダク3pで連続中出し2搾精!!（10月1日、プレステージプレミアム）
- 【拗らせエチョナ美乳JD×えちえちG乳JDが露天で夢の競演!!】性癖も美体も露出全開の露天風呂大乱交でずぶ濡れ御免の激アツびんびん遊戯で絶賛水位&水温上昇!!えちあち大乱交SP!!拗らせ系真性ド淫乱エチョエチョナ美乳JDの激アツ湯上り3Pも収録!!男根2刀流の激イキ具合を刮目せよ!!（10月2日、プレステージプレミアム）
- 【G乳ガールズバー店員】【汗かきエチョナ】【昇天お漏らし2NN】感度ブチ抜きおもらし昇天G乳エチョナなガールズバー店員!!ルックス保障も最高級の抱き心地満点のエチョエチョBODY!!エロスの到達点ココに極まれし超高感度マ○コ!!激ピス昇天でハメ潮ならぬハメ逝き大量お漏らし潮は圧巻!!中出し即おかわり2搾精収録の大ボリューム!! /ラブホドキュメンタリー休憩2時間/119（10月3日、プレステージプレミアム）※「ここみ」名義
- 咲良（10月7日、ビッチガール）※「咲良」名義、DVD『混浴ギャル温泉 ペニス&きゃん玉袋が大好きな淫乱巨乳ギャル』の一部
- 820kokono（10月8日、PERFECT-G）
- 【超美ギャル】【常時開放型】ここのちゃん参上!『限界以上にイキまくりたい♪』プライベートセックスに飽きたギャルが刺激を求めてヤってきたw「セックスは着替え」っと豪語する淫乱爆誕!!【股間敏感】【スプラッシュMAX】エロ度1000%でハードセックス全力全開!ビショビショ大量潮吹き!!激ピストンにイキ潮ダダ洩れの連続絶頂SEXを見逃すな!!（10月12日、ARA）
- 【初撮り】【煌びやかな美顔】【絶頂大量失禁】逝くと大胆に漏らしてしまう美人ガールズバー店員を発掘。絶頂を迎える度に汁を吹き出す淫穴に巨根で栓をするが、止む事を知らない淫雨は降り続き.. ネットでAV応募→AV体験撮影 1654（10月13日、シロウトTV）※「こころ」名義
- 真奈美（11月5日、ION イイ女を寝取りたい）※「真奈美」名義
- 【G爆乳なま4連発】【濃厚連発中出し】【首●めトランス痙攣絶頂】【類まれなるドM】【エンドレス性欲欲しがりサキュパス】【最強G乳潮吹き性豪】揺れるマグニチュードMAXのG爆乳!止まらない潮吹き大洪水!精子を枯らすエンドレス性豪!もっともっとッ失神痙攣首●め絶頂!霊長類最強GAL爆誕!!ギャルすたグラム#031（11月12日、はめちゃん。）※「まな」名義
- ラグジュTV 1488 大人の魅力と色気を振りまく美人エステティシャンは意外にも経験人数3人という驚きのギャップ!恥ずかしい恰好で責められれば淫らに陰毛が生い茂った秘部から大量潮吹き!スイッチが入った彼女が無我夢中で腰を振り騎乗位で乱れる姿は必見!（11月26日、ラグジュTV）※「麗」名義
- セフレちゃん ここの ー会えば絶対ヤラせてくれる女ー（12月17日、ティーチャー）
- 【完全レベチの超ビッチ潮吹きクイーン登場!120分超えの超エロ大作】「他のT☆kT●kerと一緒にするな」セックスに絶対的な自信を持つ巨乳美女ライター!男のツボを知り尽くした女が竿・玉・アナルを舐め尽くす!責められるのもお好き♪ガチ変態性癖!「もっと叩いてェ!」紅尻スパンキングFUCK!電マ潮吹き→激突きピストン!イキっぱなし濡れマンスプラッシュ!中出しオンリー3射精セックス!!SEX Experience point Lv.99【なまハメT☆kTok Report.35】（12月19日、プレステージプレミアム）※「らっこ」名義
- ここの（12月28日、おっぱいちゃんず）

- 【えちえち美乳タイガーあけおめSEX】【美人レイヤー姫初め中出し2NN】【年始早々にエチエチ】絶対的エロスの女神が元旦から登場!!寅コス着こなすエチエチ絶品ボディ!!色気がガチ勢な淫乱フェイス×お楽しみ乳!!年始早々精子2搾精のあけおめ生SEX!!_#被写体希望_#20（1月1日、プレステージプレミアム）※「ここ」名義
- ここ（1月12日、スーフリch）※「ここ」名義
- ここのちゃん（1月21日、俺の素人）
- No.1203　寺田 芽衣（2月3日、舞ワイフ）※「寺田芽衣」名義
- サバサバ系ギャル_フェチプレイOK娘と連続淫行（2月6日、インディ）
- KOKONO（2月17日、素人ホイホイ）
- 【極上のケツとGカップ】出会ったら即 Fall in LOVE!!ゲレンデのエロ神様どうもありがとう〜♪男好き、お酒好き、出会いの場を知り尽くした女子大生が酒とチンポに酔いしれカラダの隅々まで舐め尽くす!! 指でイキ、電マでイキ、チンポでイク!!限界を超えた山頂からの潮吹きスプラッシュマウンテン!!【エロのスジガネNO.8】（2月18日、SUKEKIYO）※「こと」名義
- 【閲覧注意】S級ギャルKちゃん＠中野【美脚/ロングブーツ/ミニスカ/中出し】#パンチラ盗撮#電車痴●#自宅侵入#睡眠姦（2月28日、しろうとまんまん）
- 【禁断NTR】【背徳! 胸クソ!! 鬱勃起!!!】 彼女のNTR性癖のせいで彼氏は精神 & 人生崩壊! 憧れのマッチョ2匹との3Pで痙攣絶頂ウルトラ潮吹き無限大∞!!! 彼氏を思うと涙と精子が止まんねぇ!!! 【妄想ちゃん。24人目 ルミさん】（3月5日、Jackson）
- 【霊長類・最狂マ○コ】余分な前説、ヌルい前戯、一切無し!! イキなりフルスロットルで、全身クリトリスの超敏感シロウト娘をイカせまくるッ!!! 「乳首でイく!」「脳でイく!」「マ○コでイく!!」異常なエクスタシー体質の美巨乳ムスメはセックスに脳と身体を支配された史上最狂のセックス・アマゾネス!!! ひたすら海老反り絶頂と頭スパーク絶頂を繰り返す!! 「もうイクの止まんない!!」「これ以上は死んじゃうッ!! 死んじゃう死んじゃう!!」「やばい最高ぉおおッ!!!」りょう(仮名) 21歳 ???（3月23日、DIEGO）
- 【盗撮】性処理部員としてサークルの男子の言いなりにされちゃうビッチ女子大生を盗撮。凌駕するデカパイを揉まれ、吸われ、挟まれ好き放題されちゃうSEX2連戦! 【流出××(チョメチョメ)】 寺田ここの（3月25日、素人CLOVER）
- ここの（4月1日、おっぱいちゃん）
- 【時代はセルフ!!】 Gカップ・スレンダラスなエステティシャンを彼女としてレンタル! 口説き落として本来禁止のエロ行為までヤリまくった一部始終を完全REC!! 勝手に潮吹きしちゃう超敏感体質なドスケベお姉さん!! デート中にお酒の勢いでトイレで秘密の濃厚フェラをぶちかますブッとびエロス!! ホテルで生ハメすれば首絞め懇願してベロ出し絶頂を潮吹きオーガズムを繰り返すエロの権化!! パイズリ・フェラ・騎乗位… 全てのエロ偏差値がMAXオーバーにつき閲覧注意ッ!!!! ここのちゃん 23歳 エステティシャン（4月10日、プレステージプレミアム）
- ここの 2（4月29日、おっぱいちゃん）
- 【配信専用】ヌキ無し店なのに…超過剰サービスで疲労も精子もぶっ飛ぶ!! リピート確定! 搾精メンズエステ ＃8（5月26日、DOC）※オムニバス作品
- 【配信専用】ギャル痴女射精管理! 『まだイクなよ? 雑魚チ●ポ!!』 #4（6月16日、DOC）※オムニバス作品
- 祝ハシゴ酒100回記念は前人未踏の大大乱交SP!! 4人組一斉お持ち帰りSP!! 【みんな違ってみんなイイ! 全員もれなくド淫乱】×【もはやVRの圧倒的臨場感ッ】酒に酔ったノリでヤリたい放題の酒池肉林ッ! 喘ぎ声とパンパンしか聞こえないハーレム真っ只中におもらし大爆潮するわ全身仰け反り大絶頂するわレズプレイするわでも～エロの大渋滞!!! とんでもないことが起きております!!! 竿に神ギャル4人大集合! プロ男優もヘトヘト、全員エロポテンシャル高すぎて想像を超える怒涛の240分…。始発が出ても限界まで精子を貪り取る!!：朝までハシゴ酒100 in 五反田駅周辺 あみり 23歳 / ここな 23歳 / みつき 21歳 / ちゃんるな 21歳 (全員コンカフェ店員)（6月24日、プレステージプレミアム）
- 【股ゆるヤリマン浜っ子とお漏らし生ハメ】『今からおチ○ポ挿入れま～す♪』ヤリマンギャルと酔いどれ生パコ三昧! 首絞めファックでおマ○コ壊れっぱなしの連続絶頂2射精!! 【しろうとハメ撮り＃まなみ＃21歳＃女子大生】（7月6日、MOON FORCE）
- 【配信専用】『ど～したの? 眠れないの? 私が気持ち良い事して寝かせてあげるね…』究極の癒しエロ! 添い寝手コキ!! ＃7（8月18日、DOC）※オムニバス作品
- KOKONO (24)（8月17日、素人ホイホイ）
- 【配信専用】絶対主観!! もはや精子が枯渇寸前! 超気持ちイイッ!! 乳首舐め手コキ #11（9月29日、ふぇちぽいんと）※オムニバス作品

### イメージDVD
- Gっと魅つめて!!（2021年10月29日、スパイスビジュアル）※「岡江なつ」名義
- Adventure（2021年12月17日、ファインピクチャーズ）

## 書籍・出版物

### デジタル写真集
- cocoNo【ヌード写真集】（2021年12月24日、プレステージ出版）
- cocoNo【グラビア写真集】（2021年12月24日、プレステージ出版）
- パパ活美少女はちくび責めと全身ペロペロ愛撫が大好物!!（2022年1月20日、プラネットプラス）

### 雑誌
- 月刊FANZA 2021年9月号（ジーオーティー） - インタビュー「HATSUMONO!」

### 新聞
- スポーツニッポン（2021年8月19日,26日）